# Liste de personnalités inuites canadiennes
Ceci est liste partielle d'Inuits canadiens originaires des Territoires du Nord-Ouest, Nunavut, Yukon, Nunavik (Québec) et Nunatsiavut (Labrador).
- Haut – A
- B
- C
- D
- E
- F
- G
- H
- I
- J
- K
- L
- M
- N
- O
- P
- Q
- R
- S
- T
- U
- V
- W
- X
- Y
- Z

## A
| - Eva Aariak, femme politique - Acoutsina, interprète - Willie Adams, homme politique - Susan Aglukark, chanteuse et parolière - Leona Aglukkaq, femme politique - Olayuk Akesuk, homme politique - Manasie Akpaliapik, sculpteur - David Alagalak, homme politique - Ovide Alakannuark, homme politique - Madeleine Allakariallak, journaliste et chanteuse - Titus Allooloo, homme politique - Jack Anawak, homme politique - Michael Angottitauruq, homme politique - Stephen Angulalik, commerçant de fourrure - Moses Appaqaq, tailleur et homme politique | - Goo Arlooktoo, homme politique - Joe Arlooktoo, tailleur et homme politique - Germaine Arnaktauyok, artiste - Silas Arngna'naaq, homme politique - James Arreak, homme politique - James Arvaluk, homme politique - Karoo Ashevak, sculpteur - Kenojuak Ashevak, artiste et tailleuse - Pitseolak Ashoona, artiste et graveuse - Andrew Atagotaaluk, évêque de l'Arctique - Aua, shaman - Moses Aupaluktuq, homme politique |

## B
| - Levi Barnabas, homme politique - Ernie Bernhardt, homme politique | - Paul-André Brasseur, acteur - Levinia Brown, femme politique |

## C
| - Caubvick - Nellie Cournoyea, femme politique | - Charlie Crow, disc jockey et homme politique - Tagak Curley, homme d'affaires et homme politique |

## E
| - Edna Elias, femme politique et commissaire du Nunavut - Tommy Enuaraq, auteur et homme politique - Elijah Erkloo, homme politique | - Tivi Etok, artiste - Mark Evaloarjuk, homme d'affaires et homme politique - Joe Allen Evyagotailak, homme politique |

## F
- Alice Masak French, autrice

## H
| - Ann Meekitjuk Hanson, femme politique et commissaire du Nunavut - Donald Havioyak, homme politique | - George Hickes, homme politique |

## I
| - Joseph Idlout, figurait sur l'ancien billet de deux dollars - Lucie Idlout, chanteuse - Osuitok Ipeelee, sculpteur - Alootook Ipellie, artiste et auteur - Ipirvik, chasseur, explorateur et guide - David Iqaqrialu, homme politique | - Peter Irniq, homme politique - Enoki Irqittuq, homme politique - Elisapie Isaac, chanteuse - Peter Ittinuar, homme politique |

## K
| - Helen Kalvak, artiste - Nancy Karetak-Lindell, femme politique - Peter Kattuk, homme politique - Simeonie Keenainak, musicien - Kikkik, survivante - Ipeelee Kilabuk, homme politique - Peter Kilabuk, homme politique - Kiviaq, activiste, homme politique et sportsman | - Adamee Komoartok, homme politique - Peter Kritaqliluk, homme politique - Zacharias Kunuk, producteur/directeur - Floyd Kuptana, sculpteur - Jose Kusugak, homme politique - Lorne Kusugak, homme politique - Michael Kusugak, auteur - Nellie Kusugak, députée et commissaire du Nunavut |

## L
- Bill Lyall, homme d'affaires et homme politique

## M
| - Helen Maksagak, femme politique - Steve Mapsalak, homme politique - Mikak, interprète et missionnaire | - Rebecca Mike, femme politique - Andy Miki, tailleur |

## N
| - Nakasuk, fonda Iqaluit - Mitiarjuk Attasi Nappaaluk, auteure et sculptrice - Patterk Netser, homme politique - John Ningark, homme politique | - Johnny Ningeongan, homme politique - William Noah, artiste et homme politique - Jobie Nutarak, homme politique |

## O
| - Paul Okalik, homme politique - Abe Okpik, homme politique | - Jessie Oonark, artiste - Orpingalik, poète et shaman |

## P
| - John Pangnark, sculpteur - Charlie Panigoniak, musicien, chanteur et parolier - Pauloosie Paniloo, homme politique - Parr, artiste - Enuk Pauloosie, homme politique - Lena Pedersen, femme politique - David Ruben Piqtoukun, artiste et tailleur - Peter Pitseolak, artiste, historien et photographe | - Annabella Piugattuk, actrice - Annie Pootoogook, artiste - Kananginak Pootoogook, sculpteur et imprimeur - Kenoayoak Pudlat, homme politique - Pudlo Pudlat, artiste - Ludy Pudluk, homme politique - Uriash Puqiqnak, tailleur et homme politique |

## Q
| - Andrew Qappik, artiste - Tumasi Quissa, tailleur, chanteur et parolier | - Taamusi Qumaq, encyclopédiste |

## R
- Todd Russell, homme politique, métis d'ascendance inuite

## S
| - Pauta Saila, artiste - Eric Schweig, acteur germano-inuit - Elisapee Sheutiapik, femme politique - John Shiwak, tireur isolé lors de la Première Guerre mondiale - Nick Sikkuark, tailleur | - David Simailak, homme politique - Mary Simon, activiste et femme politique - Donald Suluk, figure religieuse - Thomas Suluk, homme politique |

## T
| - Tagaq, artiste et chanteuse de gorge - Joe Talirunili, imprimeur et sculpteur - Louis Tapardjuk, homme politique - Peter Taptuna, homme politique - Taqulittuq, guide et interprète - Ningeokuluk Teevee, artiste et autrice - Manitok Thompson, femme politique | - Irene Avaalaaqiaq Tiktaalaaq, artiste - John Tiktak, sculpteur - Kane Tologanak, homme politique - Simon Tookoome, artiste - Hunter Tootoo, homme d'affaires et homme politique - Jordin Tootoo, sportsman - Victor Tungilik, shaman |

## U
| - Jeannie Ugyuk, femme politique - Abraham Ulrikab, - Umik, shaman et figure religieuse | - Natar Ungalaaq, acteur, tailleur et producteur/directeur - Uvavnuk, poète et shamane |

## W
| - Charlie Watt, homme politique - Sheila Watt-Cloutier, activiste et femme politique | - Rebekah Williams, femme politique |